# El último amor en Tierra del Fuego
 El último amor en Tierra del Fuego  és una pel·lícula de l'Argentina filmada en Eastmancolor dirigida per Armando Bó segons el seu propi guió que es va estrenar l'11 d'octubre de 1979 i que va tenir com a actors principals a Isabel Sarli, Armando Bó, Víctor Bó i Alberto Martín.

## Sinopsi
Una exdiva que es va retirar a viure a Terra del Foc s'enamora d'un home vidu.

## Repartiment
- Isabel Sarli
- Armando Bó
- Víctor Bó
- Alberto Martín
- Jorge Barreiro
- Marcelo José
- Adelco Lanza
- Juan Carlos Prevende
- Augusto Larreta

## Comentaris
LS a Clarín va dir:
| « | «Un binomi fidel al seu estil.» | » |

Convicción va dir:
| « | «Una obra de transició dins de l'extensa saga isabelina, poblada de notables experiments en el seu muntatge i amb un llenguatge efusiu intens i per moments abstracte…una de les obres més riques, revulsives i fascinants que ha donat la cinematografia en els últims anys.» | » |

Manrupe i Portela escriuen:
| « | «Volta de rosca naïf en l'ocàs del duo. Hi ha pocs nus, un izamiento de bandera emocionant, una visita al llavors conflictiu Beagle i un nen a conquistar. Inclou metratge filmat anys enrere en Xina Popular, en un viatge turístic de la parella rodat en Súper 8..» | » |

El suplement Radar de Página/12 va considerar el 2006:
| « | «Mentre la comèdia múrria fomentava el pitjor, el gran cultor de la pornografia ingènua es pren a broma tots els símbols i valors predicats per la dictadura. L'escena en què la Coca, mestra de frontera, hissa el pavelló nacional en el confí més austral de la Pàtria, abillada amb un minúscul guardapols, és d'una exquisida i mamarratxa ironia.» | » |